# Zeccone
Zeccone är en ort och kommun i provinsen Pavia i regionen Lombardiet i Italien. Kommunen hade 1 703 invånare (2018).